# Así es la vida (pel·lícula de 1939)
Así es la vida és una pel·lícula argentina del gènere de drama filmada en blanc i negre dirigida per Francisco Múgica amb guió de Francisco Oyarzábal segons l'obra teatral homònima d'Arnaldo Malfatti i Nicolás de las Llanderas amb l'adaptació de Luis Marquina, que es va estrenar el 19 de juliol de 1939 i que va tenir com a intèrprets principals a Enrique Muiño, Elías Alippi, Enrique Serrano, Sabina Olmos, Arturo García Buhr, Niní Gambier i Felisa Mary.
La pel·lícula es basa en una reeixida obra teatral costumista que havia estat representada per la companyia Muiño-Alippi, ocasió en què aquests dos actors havien encarnat els mateixos personatges que després protagonitzarien en el film. És la història d'una típica família burgesa des de principis del segle XX fins a la dècada de 1930 que permet retratar una sèrie de personatges de l'època.
Va haver-hi el 1949 una versió mexicana dirigida per Julián Soler que es va dir Azahares para tu boda i el 1977 una nova versió argentina dirigida per Enrique Carreras. El 1976 es va representar a la Sala Martín Coronado del Teatro General San Martín una versió musical de l'obra Así es la vida titulada Dulce...dulce vida interpretada per Eduardo Rudy, Vicky Buchino i Aída Luz. Els autors foren Víctor Buchino i Wilfredo Ferrán i la coreografia, d'Eber Lobato.
Así es la vida va ser seleccionada com la quarta millor pel·lícula del cinema argentí de tots els temps en una enquesta realitzada pel Museo del Cine Pablo Ducrós Hicken el 1977, aconseguint el lloc 29 en l'edició de 2000.

## Repartiment
- Enrique Muiño...Ernesto
- Elías Alippi...Alberto
- Enrique Serrano...Liberti
- Sabina Olmos...Felisa
- Arturo García Buhr...Carlos
- Niní Gambier...Tota
- Felisa Mary...Eloísa
- Alberto Bello...Barreiro
- Alímedes Nelson
- Héctor Coire...Eduardo
- Pablo Vicuña
- José Ruzzo
- Fernando Campos
- Alfredo Jordán
- Carlos Luzietti
- José María Beltrán Ausejo
- Miguel Coiro...	Rosendo
- Myrta Bonillas	... Margarita

## Crítiques
La crònica de l' Heraldo del cine deia que... 
| « | "Poques vegades es troba en el teatre una obra tan apropiada com aquesta per a portar al cinema (...) Francisco Mugica (...) (aconsegueix donar) al film un moviment cinematogràfic que es tradueix no sols en l'agilitat per la càmera, sinó també en les reconstruccions de carrers portenys de 1908." | » |